# I. Al-Manszúr Ali egyiptomi szultán
I. Al-Manszúr Alí, uralkodása előtti nevén Núr ad-Dín Alí (1242 k. – ?), al-Muizz Ajbak fia volt a második az egyiptomi bahrí mamlúk szultánok sorában (uralkodott 1257. április 10. és 1259 novembere között). Teljes titulusa al-Malik al-Manszúr, melynek jelentése: „az (Isten által) megsegített király”.
Apja hívei, az ún. muizzijja tette trónra, miután Ajbakot meggyilkolta felesége, Sadzsar ad-Durr. Mivel a bahrijja Ajbakkal ellenséges szárnya 1254 óta Szíria területén tartózkodott, a szultánné nem tudta ismét megragadni a hatalmat, és férjének udvartartása április 28-án meggyilkoltatta. Alí tizenöt évesen került trónra, és ifjú korára való tekintettel helyette mindvégig apja mamlúkjainak egyik vezéregyénisége, Szajf ad-Dín Kutuz gyakorolta a hatalmat mint atabég. Kutuz Hülegü Bagdadot 1258-ban elpusztító mongoljainak fenyegetése hatására döntött úgy, hogy mielőtt vállalja a harcot, átveszi a hatalmat a bábszultántól, így 1259 novemberében maga ült a kairói trónra. Alí további sorsa nem ismeretes.